# Fosfuranilite
La fosfuranilite (simbolo IMA: Puy) è un minerale appartenente al gruppo della fosfuranilite piuttosto raro della classe dei "fosfati, arseniati e vanadati" con composizione chimica KCa(H3O)3(UO2)7(PO4)4O4·8H2O ed è quindi chimicamente un potassio-calcio-uranil-fosfato contenente acqua.

## Etimologia e storia
La fosfuranilite fu descritta per la prima volta nel 1879 dal chimico e mineralogista tedesco-americano Frederick Augustus Genth. I suoi campioni provenivano dal sito di Flat Rock nella contea di Mitchell, nella Carolina del Nord, negli Stati Uniti; ha chiamato il minerale dopo gli elementi fosforo e uranile, presenti nella composizione chimica.
Il materiale tipo del minerale è conservato presso la Università statale della Pennsylvania e l'Università Yale con i numeri di catalogo 3249-3251.

## Classificazione
Già nell'ormai obsoleta ma ancora in uso 8ª edizione della sistematica dei minerali secondo Strunz, la fosfuranilite apparteneva alla classe dei minerali di "fosfati, arseniati, vanadati" e lì alla sottoclasse di "fosfati di uranile e anatati di uranile", dove veniva elencata insieme ad althupite, arsenuranylite, bergenite, dewindtite, dumontite, françoisite-(Ce), françoisite-(Nd), hillite, kamitugaite, kivuite, metavanmeersscheite, mundite, yingjiangite, phuralumite, phurcalite e vanmeersscheite, con le quali forma il gruppo VII/E.07 senza nome.
La 9ª edizione della sistematica minerale di Strunz, valida dal 2001 e utilizzata dall'Associazione Mineralogica Internazionale (IMA), classifica la fosfuranilite nella classe dei "Fosfati, arsenati, vanadati" e lì nella sottoclasse degli "8.E Fosfati e arsenati di uranile". Tuttavia, questa sottoclasse è ulteriormente suddivisa in base al rapporto quantità di sostanza del complesso di ossido di uranio (UO2) e del complesso fosfato o arseniato (RO4), in modo che il minerale possa essere trovato nella suddivisione "8.EC UO2:RO4 = 3:2" in base alla sua composizione, dove forma il "gruppo fosfuranilite-phurcalite" con il sistema nº 8.EC.10.
La sistematica dei minerali Dana, che viene utilizzata principalmente nel mondo anglosassone, classifica la fosfuranilite nella classe dei "fosfati, arseniati, vanadati", e lì nella sottoclasse dei "fosfati idrati, ecc., con ossidrile o alogeno". Qui si trova come unico membro del gruppo senza nome 42.04.08 all'interno della suddivisione di "Fosfati acquosi ecc., con ossidrile o alogeno con (AB)5(XO4)2Zq × x(H2O)".

## Abito cristallino
La fosfuranilite cristallizza nel sistema ortorombico nel gruppo spaziale Cmcm (gruppo nº 63) con i parametri reticolari a = 15,78 Å, b = 13,70 Å, c = 17,25 Å e β = 90° oltre a 4 unità di formula per cella unitaria.

## Proprietà
A causa del suo contenuto di uranio fino al 63,67% il minerale è radioattivo. Tenendo conto della serie di decadimento naturale o dei prodotti di decadimento esistenti, l'attività specifica è data come 114,078 kBq/g (per confronto, il potassio naturale ha un'attività specifica pari a 0,0312 kBq/g). Il valore citato può variare in modo significativo a seconda del contenuto minerale e della composizione degli stadi, ed è anche possibile l'arricchimento selettivo o l'arricchimento dei prodotti di decadimento radioattivo che modificano l'attività. La fluorescenza non avviene sotto la luce ultravioletta, in alcuni campioni lo fanno solo attraverso minerali di accompagnamento come l'autunite.

## Origine e giacitura
La fosfuranilite si forma come minerale secondario nella zona di ossidazione dei depositi di uranio. I minerali associati includono autunite, uranofane, becquerelite, curite, parsonsite, torbernite, saléeite, sabugalite e haiweeite.
Oltre alla sua località tipo, Buchanan Mine in Carolina del Nord, il minerale è stato trovato anche negli Stati Uniti presso la miniera di Ruggles vicino a Grafton, e presso la miniera Palermo #1 vicino a New Groton, New Hampshire; in Brasile nel Minas Gerais nelle pegmatiti di Enio e Córrego do Urucum.
In Italia la fosfuranilite è stata trovata vicino a Peveragno nel Cuneese, nelle pegmatiti di Piona del lago di Como, e ad Arcu su Linnarbu a Cagliari; in Francia nelle miniere di La Crouzille e Margnac nei pressi di Compreignac e a Bois Noirs (Loira), a Wölsendorf in Germania; a Carrasca, Mangualde e Sabugal in Portogallo; nelle miniere di Shinkolobwe (provincia del Katanga) e a Kobokobo Pegmatit (provincia del Kivu) nella Repubblica democratica del Congo; vicino a Vatovory in Madagascar e alla miniera di Saddle Ridge (South Alligator Valley) in Australia.

## Forma in cui si presenta in natura
Il minerale sviluppa cristalli tabulari e allungati fino a circa due millimetri di diametro, che di solito vengono combinati per formare sottili aggregati minerali tabulari e rivestimenti crostosi. I cristalli traslucidi sono di colore giallo dorato, anch'essi di colore da scuro a giallo limone con striature giallo chiaro e hanno una lucentezza cerosa, anche setosa, sulle superfici.

## Modificazioni e varietà
La kivuite (formula Th(UO2)4(PO3OH)2(OH)8·7H2O) è un minerale la cui validità è stata rifiutata dall'IMA nel 1962 perché le analisi condotte non erano soddisfacenti; si tratta di una miscela di vari minerali, tra cui crandallite o eylettersite con fosfuranilite.
La kivuite è stata citata per la prima volta da L. Van Wambeke; successivamente Michael Fleischer ha dichiarato però che le analisi condotte sul campione non erano concludenti.
Infine nel 1971 L. Van Wambeke screditò la kivuite dichiarando che la kivuite è una miscela di crandallite o eylettersite con fosfuranilite.

## Forma in cui presenta in natura
La fosfuranilite si presenta in patine o in cristalli tabulari allungati o come incrostazioni di forme prismatiche.